# 교도관
교도관(矯導官)은 행형에 대한 행정에 종사하는 공무원이다.

## 개요
대부분의 교도관들은 구치소와 교도소에서 근무하는데 일부 교도관들은 법무부 교정본부와 지방교정청에서 근무하며 교정행정을 맡아 하기도 한다. 교도관은 크게 정복교도관(교정직)과 사복교도관(별정직 직업훈련교사, 의무직, 약무직, 시설직, 전산직, 식품위생 등)으로 구분한다.
특히 CRPT라고 하는 기동순찰이 있어 교도소 내의 질서유지를 담당하며 형집행법에 의하여 교도관의 정당한 직무상 지시에 정당한 이유없이 불응하는 수용자에 대해 처우 제한인 행정벌인 징벌을 하기 위해 시행규칙에 근거해 체포와 미결구금 등 형사절차를 준용하는 조사 수용을 위한 직무를 담당하고 있다.
수형자 중에 직무보조를 선발하여 교도관의 직무를 보조하며 이를 일본식 용어로 소지(작은 놈)라고 한다. 직무보조가 주로 노무를 담당하며 교도관은 이에 대해 지시한다.

## 권한
점검
2008년에 제정된 형집행법의 점검을 할 수 있다는 신설된 조항에 근거하며 이외 하위 법령에서 뒷받침하는 내용은 없고 예부터 관행적으로 하던 점호 형식으로 정기적인 인원점검과 소장이나 보안과장이 부정기적으로 하는 순시로 나뉜다
점검을 할 때는 사전에 거실 정리정돈과 점검 대형으로 앉는 등의 점검 준비를 요구하며 특히 순시 때는 기동순찰이 사전에 기초질서 준수 여부를 확인한다.
검사
교도소의 질서유지를 위하여 수용자의 신체와 거실 등에 대한 검사를 할 수 있으나
교도관은 수용자가 수용된 거실을 검사하면서 폐지된 행형법의 참관 정의를 적용하면서 미결수용자가 수용된 거실을 참관할 수 없다는 형집행법 규정을 무력화하기 위해 거실검사를 할 때 수용자를 퇴실하게 하여 검사하는 방법을 보지 못하게 복도에서 돌아앉으라고 하고 있다
징벌
교도관의 정당한 직무상 지시에 정당한 이유 없이 불응하거나 큰 소리나 시끄럽게 하여 수용자의 수용상 평온을 해치는 등 형집행법 시행규칙에서 정하는 징벌을 할 수 있는 수용자에 대해 체포와 미결구금 등 형사절차를 준용하는 조사 수용을 거쳐 징벌위원회 의결로서 20일 이내의 처우제한의 행정벌을 할 수 있다 이때 수용자의 자해 방지 등을 위해 보호장구를 사용할 수 있다
수용자로부터 복종
수용자는 교도관의 직무상 지시에 복종하여야 한다는 형집행법 조항에 대하여 벌칙은 없지만 징벌을 할 수 있는 법률에 대한 구체적인 근거를 담은 시행규칙에서 정당한 이유없이 직무상 지시를 이행하지 않았을 때를 징벌사유로 규정하고 있다.

## 사건
창원지방법원 형사2부(재판장 이완형)는 2018년 11월 8일에 창원교도소에서 수용되어 있을 때인 2017년 7월경 신경 안정제 약물을 받고 투약 여부를 확인하기 위해 입을 벌리라는 교도관의 직무상 지시에 불응하여 조사 수용을 위해 동행을 요구받자 기동순찰의 팔을 물어 전치3치 진단의 상해를 입힌 혐의로 불구속기소된 피고인에 대해 공무집행방해와 상해를 적용해 징역6개월을 선고했다.(창원지방법원2018고합158)

## 같이 보기
- 교정본부
- 교화방송
- 교도관 계급
- 법무부
- 계호업무지침